# Ministério das Relações Exteriores (Uruguai)
| Ministério das Relações Exteriores                                                                   |                        |
| Palácio Santos: 18 de Julio 1205 Montevidéu Edifício Novo: Colonia 1206, Montevidéu www.mrree.gub.uy |                        |
| Criação                                                                                              | 22 de dezembro de 1828 |
| Palácio Santos, em Montevidéu                                                                        |                        |
| Palácio Santos, em Montevidéu                                                                        |                        |
| Atual ministro                                                                                       | Rodolfo Nin Novoa      |

O Ministério das Relações Exteriores do Uruguai (espanhol : Ministerio de Relaciones Exteriores, também conhecido como Cancillería) é um órgão do Poder Executivo uruguaio, responsável pelo assessoramento do Presidente da República do país na formulação, no desempenho e no acompanhamento das relações do Uruguai com outros países e organismos internacionais.
Foi criado inicialmente com o nome de "Ministério de Governo e Relações Exteriores", em 22 de dezembro de 1828, durante o governo de José Rondeau. O primeiro ministro designado para esta pasta foi Juan Francisco Giró. Passou a ser denominado como Ministério de Relações Exteriores, no fim da década de 1860. O atual cargo de Ministro das Relações Exteriores do Uruguai é ocupado pelo político Rodolfo Nin Novoa.

## Ministros
| Ministros de Relações Exteriores | Ministros de Relações Exteriores                    | Ministros de Relações Exteriores | Ministros de Relações Exteriores |
| -------------------------------- | --------------------------------------------------- | -------------------------------- | -------------------------------- |
| Nº                               | Ministro                                            | Inicio do mandato                | Fim do mandato                   |
| 1                                | Juan Francisco Giró                                 | 22 de dezembro de 1828           | 27 de agosto de 1829             |
| 2                                | Fructuoso Rivera                                    | 16 de setembro de 1829           | 18 de janeiro de 1830            |
| 3                                | Juan Antonio Lavalleja                              | 18 de janeiro de 1830            | 11 de março de 1830              |
| 4                                | José Longinos Ellauri                               | 11 de março de 1830              | 20 de abril de 1830              |
| 5                                | Juan Francisco Giró                                 | 20 de abril de 1830              | 24 de outubro de 1830            |
| 6                                | José Longinos Ellauri                               | 11 de novembro de 1830           | 2 de setembro de 1831            |
| 7                                | Joaquín Suárez                                      | 19 de setembro de 1831           | 7 de novembr de 1831             |
| 8                                | Santiago Vázquez                                    | 7 de novembro de 1831            | 5 de julho de 1832               |
| 9                                | Francisco Joaquín Muñoz                             | 5 de julho de 1832               | 16 de agosto de 1832             |
| 10                               | Santiago Vázquez                                    | 16 de agosto de 1832             | 9 de outubro de 1833             |
| 11                               | Francisco Llambí                                    | 9 de outubro de 1833             | 20 de dezembro de 1833           |
| 12                               | Lucas José Obes                                     | 20 de dezembro de 1833           | 7 de janeiro de 1835             |
| 13                               | Francisco Llambí                                    | 4 de março de 1835               | 15 de outubro de 1835            |
| 14                               | Francisco Llambí                                    | 16 de novembro de 1835           | 27 de março de 1837              |
| 15                               | Juan Benito Blanco                                  | 6 de agosto de 1837              | 30 de julho de 1838              |
| 16                               | Carlos Jerónimo Villademoros                        | 1° de setembro de 1838           | 24 de outubro de 1838            |
| 17                               | Alejandro Chucarro                                  | 24 de outubro de 1838            | 11 de novembro de 1838           |
| 18                               | Santiago Vázquez                                    | 11 de novembro de 1838           | 6 de fevereiro de 1839           |
| 19                               | José Longinos Ellauri                               | 6 de fevereiro de 1839           | 19 de outubro de 1839            |
| 20                               | Francisco Antonino Vidal Gosende                    | 19 de outubro de 1839            | 3 de fevereiiro de 1843          |
| 21                               | Santiago Vázquez (Gobierno de la Defensa)           | 3 de fevereiro de 1843           | 6 de abril de 1846               |
| 22                               | Carlos Jerónimo Villademoros (Gobierno del Cerrito) | fevereiro de 1843                | 8 de outubro de 1851             |
| 23                               | Francisco Magariños (Gobierno de la Defensa)        | 6 de abril de 1846               | 21 de dezembro de 1846           |
| 24                               | Alejandro Chucarro (Gobierno de la Defensa)         | 6 de fevereiro de 1847           | 5 de julho de 1847               |
| 25                               | Miguel Barreiro (Gobierno de la Defensa)            | 5 de julho de 1847               | 11 de agosto de 1847             |
| 26                               | Manuel Herrera y Obes (Gobierno de la Defensa)      | 11 de agosto de 1847             | 16 de fevereiro de 1852          |
| 27                               | Florentino Castellanos                              | 3 de marco de 1852               | 4 de julho de 1853               |
| 28                               | Bernardo Prudencio Berro                            | 4 de julho de 1853               | 24 de setembro de 1853           |
| 29                               | Juan Carlos Gómez                                   | 26 de setembro de 1853           | 9 de novembro de 1853            |
| 30                               | Juan José Aguiar                                    | 9 de novembro de 1853            | 8 de fevereiro de 1854           |
| 31                               | Mateo Magariños Cervantes                           | 14 de março de 1854              | 20 de novembro de 1854           |
| 32                               | Francisco Hordeñana                                 | 20 de novembro de 1854           | 17 de fevereiro de 1855          |
| 33                               | Alejandro Chucarro                                  | 17 de fevereiro de 1855          | 30 de maio de 1855               |
| 34                               | Manuel Herrera y Obes                               | 31 de agosto de 1855             | 12 de setembro de 1855           |
| 35                               | Alfredo Rodríguez                                   | 28 de setembro de 1855           | 13 de novembro de 1855           |
| 36                               | Antonio Rodríguez Caballero                         | 3 de dezembro de 1855            | 18 de janeiro de 1856            |
| 37                               | Alberto Flangini                                    | 24 de janeiro de 1856            | 3 de março de 1856               |
| 38                               | Joaquín Requena                                     | 20 de março de 1856              | 4 de janeiro de 1858             |
| 39                               | Antonio de las Carreras                             | 4 de janeiro de 1858             | 12 de junho de 1858              |
| 40                               | Antonio de las Carreras                             | 24 de julho de 1859              | 1° de março de 1860              |
| 41                               | Eduardo Acevedo Maturana                            | 8 de março de 1860               | 3 de junho de 1861               |
| 42                               | Enrique de Arrascaeta                               | 20 de junho de 1861              | 23 de junho de 1862              |
| 43                               | Jaime Estrázulas                                    | 18 de setembro de 1862           | 6 de novembro de 1862            |
| 44                               | Juan José de Herrera                                | 12 de outubro de 1863            | 7 de setembro de 1864            |
| 45                               | Antonio de las Carreras                             | 7 de setembro de 1864            | 15 de fevereiro de 1865          |
| 46                               | Carlos de Castro                                    | 27 de fevereiro de 1865          | 27 de abril de 1865              |
| 47                               | Carlos de Castro                                    | 20 de maio de 1865               | 15 de maio de 1866               |
| 48                               | José Eugenio Ellauri                                | 1° de março de 1868              | 8 de março de 1868               |
| 49                               | Alberto Flangini                                    | 15 de maio de 1866               | 15 de fevereiro de 1868          |
| 50                               | Manuel Herrera y Obes                               | 31 de agosto de 1868             | 12 de setembro de 1868           |
| 51                               | Alejandro Magariños Cervantes                       | 14 de janeiro de 1869            | 12 de março de 1869              |
| 52                               | Alfredo Rodríguez                                   | 15 de junho de 1869              | 11 de agosto de 1870             |
| 53                               | Manuel Herrera y Obes                               | 30 de setembro de 1870           | 28 de fevereiro de 1872          |
| 54                               | Ernesto Velazco                                     | 28 de fevereiro de 1872          | 30 de julho de 1872              |
| 55                               | Julio Herrera y Obes                                | 31 de julho de 1872              | 8 de setembro de 1872            |
| 56                               | Gregorio Pérez Gomar                                | 1° de março de 1873              | 15 de janeiro de 1875            |
| 57                               | José Cándido Bustamante                             | 15 de janeiro de 1875            | 31 de julho de 1875              |
| 58                               | Mateo Magariños Cervantes                           | 22 de fevereiro de 1876          | 10 de março de 1876              |
| 59                               | Andrés Lamas                                        | 31 de julho de 1875              | 22 de fevereiro de 1876          |
| 60                               | Ambrosio Velazco                                    | 15 de março de 1876              | 24 de setembro de 1877           |
| 61                               | Gualberto Méndez                                    | 24 de setembro de 1877           | 13 de março de 1880              |
| 62                               | Joaquín Requena y García                            | 20 de março de 1880              | 26 de março de 1881              |
| 63                               | José Vázquez Sagastume                              | 8 de agosto de 1881              | 28 de fevereiro de 1882          |
| 64                               | Manuel Herrera y Obes                               | 8 de março de 1882               | 11 de outubro de 1882            |
| 65                               | Manuel Herrera y Obes                               | 12 de dezembro de 1882           | 1° de março de 1886              |
| 66                               | Manuel Herrera y Obes                               | 28 de maio de 1886               | 30 de outubro de 1886            |
| 67                               | Juan Carlos Blanco Fernández                        | 3 de novembro de 1886            | 23 de dezembro de 1886           |
| 68                               | Domingo Mendilaharsu                                | 31 de dezembro de 1886           | 4 de abril de 1887               |
| 69                               | Ildefonso García Lagos                              | 9 de julho de 1887               | 21 de novembro de 1889           |
| 70                               | Blas Vidal                                          | 11 de março de 1890              | 17 de dezembro de 1890           |
| 71                               | Manuel Herrero y Espinosa                           | 2 de março de 1891               | 21 de outubro de 1891            |
| 72                               | Manuel Herrero y Espinosa                           | 22 de fevereiro de 1892          | 14 de novembro de 1893           |
| 73                               | Luis Piñeyro del Campo                              | 29 de março de 1894              | 3 de agosto de 1894              |
| 74                               | Jaime Estrázulas                                    | 17 de setembro de 1894           | 26 de setembro de 1896           |
| 75                               | Mariano Ferreira                                    | 28 de agosto de 1897             | 1° de dezembro de 1897           |
| 76                               | Joaquín de Salterain                                | 1° de dezembro de 1897           | 21 de julho de 1898              |
| 77                               | Domingo Mendilaharsu                                | 3 de agosto de 1898              | 10 de setembro de 1898           |
| 78                               | Manuel Herrero y Espinosa                           | 4 de março de 1899               | 4 de junho de 1901               |
| 79                               | Germán Roosen                                       | 19 de junho de 1901              | 25 de fevereiro de 1903          |
| 80                               | José Romeu                                          | 5 de março de 1903               | 1° de março de 1907              |
| 81                               | Jacobo Varela Acevedo                               | 16 de março de 1907              | 14 de novembro de 1907           |
| 82                               | Antonio Bachini                                     | 2 de dezembro de 1907            | 18 de outubro de 1910            |
| 83                               | José Romeu                                          | 4 de março de 1911               | 17 de junho de 1913              |
| 84                               | Emilio Barbaroux                                    | 17 de junho de 1913              | 13 de fevereiro de 1914          |
| 85                               | Manuel Buenaventura Otero                           | 2 de março de 1915               | 14 de agosto de 1916             |
| 86                               | Baltasar Brum                                       | 4 de setembro de 1916            | 19 de fevereiro de 1919          |
| 87                               | Daniel Muñoz                                        | 19 de fevereiro de 1919          | 1° de agosto de 1919             |
| 88                               | Juan Antonio Buero                                  | 1° de março de 1919              | 1° de março de 1923              |
| 89                               | Pedro Manini Ríos                                   | 1° de março de 1923              | 19 de dezembro de 1924           |
| 90                               | Juan Carlos Blanco Acevedo                          | 22 de dezembro de 1924           | 2 de julho de 1926               |
| 91                               | Rufino T. Domínguez                                 | 1° de março de 1927              | 1° de março de 1931              |
| 92                               | Juan Carlos Blanco Acevedo                          | 1° de março de 1931              | 13 de fevereiro de 1933          |
| 93                               | Alberto Mañé                                        | 13 de fevereiro de 1933          | 17 de maio de 1934               |
| 94                               | Juan José de Arteaga                                | 18 de maio de 1934               | 4 de outubro de 1934             |
| 95                               | Juan José de Arteaga                                | 6 de novembro de 1934            | 19 de março de 1935              |
| 96                               | José Espalter                                       | 19 de março de 1935              | 1° de junho de 1938              |
| 97                               | Alberto Guani                                       | 19 de junho de 1938              | 10 de janeiro de 1942            |
| 98                               | Alberto Guani                                       | 18 de fevereiro de 1942          | 16 de janeiro de 1943            |
| 99                               | Alberto Guani                                       | 25 de fevereiro de 1943          | 26 de fevereiro de 1943          |
| 100                              | José Serrato                                        | 1° de março de 1943              | 4 de outubro de 1945             |
| 101                              | Eduardo Rodríguez Larreta                           | 4 de outubro de 1945             | 1° de março de 1947              |
| 102                              | Mateo Marques Castro                                | 1° de março de 1947              | 12 de dezembro de 1947           |
| 103                              | Daniel Castellanos                                  | 31 de dezembro de 1947           | 12 de agosto de 1949             |
| 104                              | César Charlone                                      | 12 de agosto de 1949             | 23 de novembro de 1950           |
| 105                              | Alberto Domínguez Cámpora                           | 23 de novembro de 1950           | 1° de março de 1952              |
| 106                              | Daniel Castellanos                                  | 1° de março de 1952              | 22 de abril de 1952              |
| 107                              | Fructuoso Pittaluga                                 | 22 de abril de 1952              | 23 de fevereiro de 1955          |
| 108                              | Santiago Rompani                                    | 2 de março de 1955               | 16 de maio de 1956               |
| 109                              | Francisco Gamarra                                   | 16 de maio de 1956               | 6 de junho de 1957               |
| 110                              | Óscar Secco Ellauri                                 | 6 de junho de 1957               | 1° de março de 1959              |
| 111                              | Homero Martínez Montero                             | 1° de março de 1959              | 1° de março de 1963              |
| 112                              | Alejandro Zorrilla de San Martín                    | 1° de março de 1963              | 11 de fevereiro de 1965          |
| 113                              | Luis Vidal Zaglio                                   | 11 de fevereiro de 1965          | 1° de março de 1967              |
| 114                              | Héctor Luisi                                        | 1° de março de 1967              | 25 de abril de 1968              |
| 115                              | Venancio Flores                                     | 3 de maio de 1968                | 1° de abril de 1970              |
| 116                              | Jorge Peirano Facio                                 | 1° de abril de 1970              | 1° de abril de 1971              |
| 117                              | José Mora Otero                                     | 1° de abril de 1971              | 31 de outubro de 1972            |
| 118                              | Juan Carlos Blanco Estradé*                         | 31 de outubro de 1972            | 23 de dezembro de 1976           |
| 119                              | Alejandro Rovira*                                   | 23 de dezembro de 1976           | 6 de julho de 1978               |
| 120                              | Adolfo Folle Martínez*                              | 6 de julho de 1978               | 16 de fevereiro de 1981          |
| 121                              | Estanislao Valdés Otero*                            | 17 de fevereiro de 1981          | 2 de setembro de 1982            |
| 122                              | Carlos A. Maeso*                                    | 2 de setembro de 1982            | 1° de março de 1985              |
| 123                              | Enrique Iglesias                                    | 1° de março de 1985              | 22 de fevereiro de 1988          |
| 124                              | Luis Barrios Tassano                                | 22 de fevereiro de 1988          | 28 de fevereiro de 1990          |
| 125                              | Héctor Gros Espiell                                 | 1° de março de 1990              | 4 de abril de 1993               |
| 126                              | Sergio Abreu Bonilla                                | 4 de abril de 1993               | 1° de março de 1995              |
| 127                              | Álvaro Ramos Trigo                                  | 1° de março de 1995              | 2 de fevereiro de 1998           |
| 128                              | Didier Opertti Badán                                | 2 de fevereiro de 1998           | 1° de março de 2005              |
| 129                              | Reinaldo Gargano                                    | 1° de março de 2005              | 3 de março de 2008               |
| 130                              | Gonzalo Fernández                                   | 3 de março de 2008               | 31 de agosto de 2009             |
| 131                              | Pedro Vaz                                           | 31 de agosto de 2009             | 1° de março de 2010              |
| 132                              | Luis Almagro                                        | 1° de março de 2010              | 1° de março de 2015              |
| 133                              | Rodolfo Nin Novoa                                   | 1° de março de 2015              | Atualmente                       |